# Ján Jozefovič
Ján Jozefovič (* 12. června 1943) je bývalý slovenský fotbalista, útočník. Po skončení aktivní kariéry působil jako trenér.

## Fotbalová kariéra
V československé lize hrál za Škodu Plzeň. Nastoupil v 6 ligových utkáních a dal 1 gól.

## Ligová bilance
| Ročník                                   | Zápasy | Góly | Klub        |
| ---------------------------------------- | ------ | ---- | ----------- |
| 1. československá fotbalová liga 1967/68 | 6      | 1    | Škoda Plzeň |
| CELKEM                                   | 6      | 1    |             |